# Juraj Jakubisko
Juraj Jakubisko (prononcé : /ˈju.raj ˈja.ku.bis.kɔ/) est un réalisateur et scénariste tchécoslovaque puis slovaque né le 30 avril 1938 à Kojšov (Tchécoslovaquie) et mort le 24 février 2023 à Prague (Tchéquie).

## Biographie
Juraj Jakubisko fait ses études à l'Académie du film de Prague (FAMU) et réalise dès 1962 des films remarqués : Mutisme (1962), Chaque jour porte un nom (1963), En attendant Godot (1965). En 1967, Les Années du Christ remporte douze distinctions mais, victime de la censure communiste et ne pouvant tourner que des documentaires, des courts-métrages et des émissions de télévision, il ne pourra finir son film Au revoir en enfer, les amis qu'en 1990. Il réussit malgré tout à sortir en 1979 Construis ta maison et plante un arbre puis L'Abeille millénaire et Mémé plumes en 1983.
Il réalise en 1993 Il vaut mieux être riche et en bonne santé que pauvre et malade et, en 1997, Un rapport ambigu sur la fin du monde. En 2004 sort Post coitum et en 2008 Bathory, racontant la vie de la sanguinaire Élisabeth Báthory, film au plus gros budget de l'histoire du cinéma slovaque qui obtient un important succès en Europe.

## Filmographie

### comme réalisateur
- 1960 : Posledny nálet
- 1960 : Kazdý den má svoje jméno
- 1961 : Strieborny vietor
- 1962 : Prva trieda
- 1963 : Mlcení
- 1965 : Dest
- 1965 : Cekají na Godota
- 1967 : Les Années du Christ (Kristove roky)
- 1968 : Les Déserteurs et les Nomades (Zbehovia a pútnici)
- 1969 : Les Oiseaux, les Orphelins et les Fous (Vtáčkovia, siroty a blázni)[2]
- 1970 : Dovidenia v pekle, priatelia
- 1972 : Stavba storočia
- 1975 : Slovensko - krajina pod Tatrami (TV)
- 1977 : Bubeník Červeného kríža
- 1978 : Tri vrecia cementu a živý kohút
- 1980 : Postav dom, zasaď strom
- 1981 : Nevera po slovensky
- 1983 : Tisícročná včela
- 1985 : Perinbaba
- 1987 : Pehavý Max a strašidlá
- 1987 : La Tante de Frankenstein ("Frankensteinova teta") (feuilleton TV)
- 1989 : Sedím na konári a je mi dobre
- 1990 : Takmer ružový príbeh (TV)
- 1993 : Lepšie byť bohatý a zdravý ako chudobný a chorý
- 1997 : Nejasná zpráva o konci sveta
- 2004 : Post coitum
- 2008 : Bathory

### comme scénariste
- 1960 : Posledny nálet
- 1960 : Kazdý den má svoje jméno
- 1961 : Strieborny vietor
- 1962 : Prva trieda
- 1963 : Mlcení
- 1965 : Dest
- 1965 : Cekají na Godota
- 1967 : Kristove roky
- 1968 : Zbehovia a pútnici
- 1969 : Les Oiseaux, les Orphelins et les Fous (Vtáčkovia, siroty a blázni)
- 1970 : Dovidenia v pekle, priatelia
- 1972 : Stavba storocia
- 1975 : Slovensko - krajina pod Tatrami (TV)
- 1978 : Tri vrecia cementu a živý kohút
- 1981 : Nevera po slovensky
- 1983 : Tisícročná včela
- 1985 : Perinbaba
- 1987 : Pehavý Max a strašidlá
- 1987 : La Tante de Frankenstein ("Frankensteinova teta") (feuilleton TV)
- 1989 : Sedím na konári a je mi dobre
- 1993 : Lepšie byť bohatý a zdravý ako chudobný a chorý
- 1997 : Nejasná zpráva o konci sveta
- 2004 : Post coitum
- 2008 : Bathory